# 西祖谷の神代踊
西祖谷の神代踊（にしいやのじんだいおどり）は、徳島県三好市西祖谷山村に伝わる民俗芸能の風流踊り。平家の落人伝説を残す西祖谷山村善徳の天満神社で、毎年旧暦6月25日の夏祭りに、豊作と無病息災を祈願して奉納される。2022年にユネスコの無形文化遺産に登録された。

## 概要
この踊りは、雨乞いや、祭の行事として、また娯楽として踊り継がれてきた太鼓踊りであるが、平安初期の発祥ともされる古い形態を伝えているとされ、文化遺産としても貴重なものといわれ重要無形民俗文化財に指定されている。
まず法螺貝の合図で始まり、編み笠の男たちが、太鼓を打ち鳴らしながら小唄を歌う。雨降りを表すという紙飾りが付いた花傘をかぶった踊り子たちが、梅鉢模様の扇子を振りながら輪を作って踊る。
大正時代に行啓された皇太子（後の昭和天皇）の質問に、「神代の昔からあった」と答えたことから「神代踊」と命名したという。